# Hermafrodito
Hermafrodito (em grego:  Ἑρμαφρόδιτος), na mitologia grega, era filho de Afrodite e de Hermes, equivalente a Afrodito. Este representa a fusão do sexo masculino e feminino. Teria sido um menino extremamente bonito, que se transformou posteriormente num ser intersexo por haver se unido à ninfa Salmacis.
Foi a partir deste mito que se batizou os conceitos de hermafrodita e hermafroditismo.

## Mito
O nome Hermafrodito deriva da união dos nomes paternos Hermes e Afrodite, respectivamente Mercúrio e Vênus na mitologia romana.
Seu mito mais famoso é encontrado nas Metamorfoses de Ovídio. Foi levado pelas ninfas até o Monte Ida, uma montanha sagrada da Frígia (no atual território da Turquia). Quando atingiu quinze anos, sentindo-se enfadado do lugar, viajou para as cidades da Lícia e de Cária. Estava nos bosques da Cária, perto de Halicarnasso (atual Bodrum, na Turquia,  quando encontrou Salmacis, uma náiade, em sua humilde casa amarela que fica situada numa lagoa.

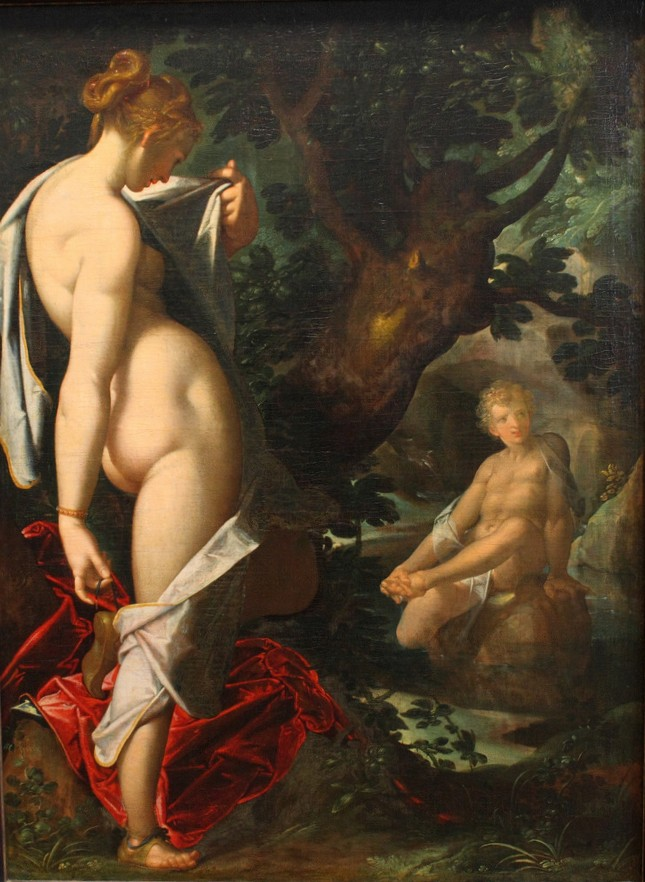
Salmacis e Hermafrodito
Bartholomeus Spranger, c. 1598

Tomada de luxúria ante a beleza do jovem, ela tentou seduzi-lo, mas foi rejeitada. Quando pensou que ela havia ido embora, Hermafrodito despiu-se e entrou nas águas vazias do lago. Salmacis então saiu de trás duma árvore e mergulhou, enlaçando o moço e beijando-o violentamente, tocando em seu peito.
Enquanto ele lutava por desvencilhar-se, ela invocou aos deuses para nunca mais separá-los. Seu desejo foi concedido, e seus corpos se misturaram, formando um ser intersexo. Hermafrodito, aflito e envergonhado, fez então seu próprio voto, amaldiçoando o lago de forma que todo aquele que ali se banhasse seria igualmente transmutado, como ele próprio. 
"Esta versão do mito não é certamente a antiga", observou o estudioso Karl Kerenyi, comparando o mito do belo efebo com o de Narciso e de Jacinto, que foram cultos heróicos arcáicos, e de Hymenaios.

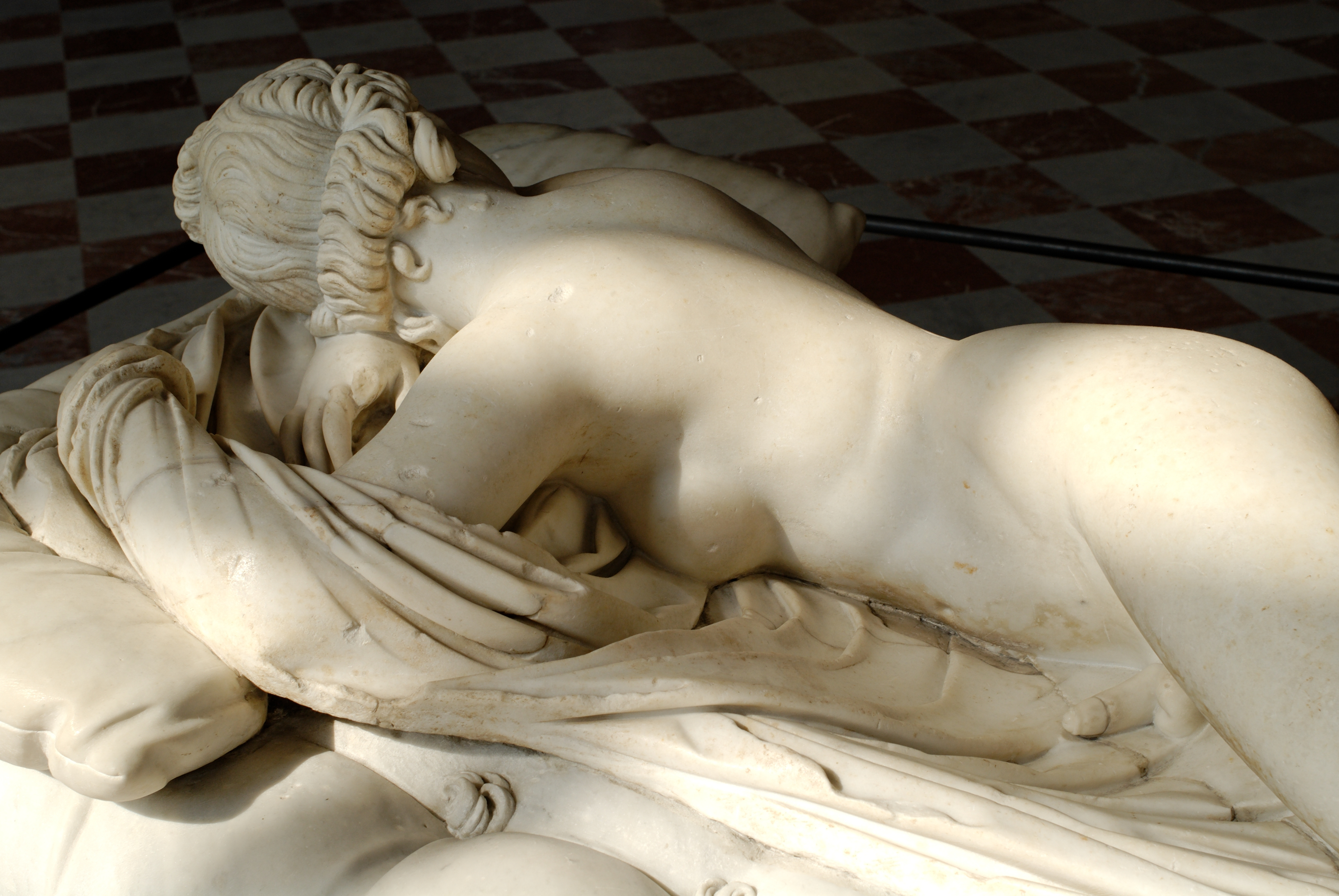
Hermafrodito adormecido Museu do Louvre
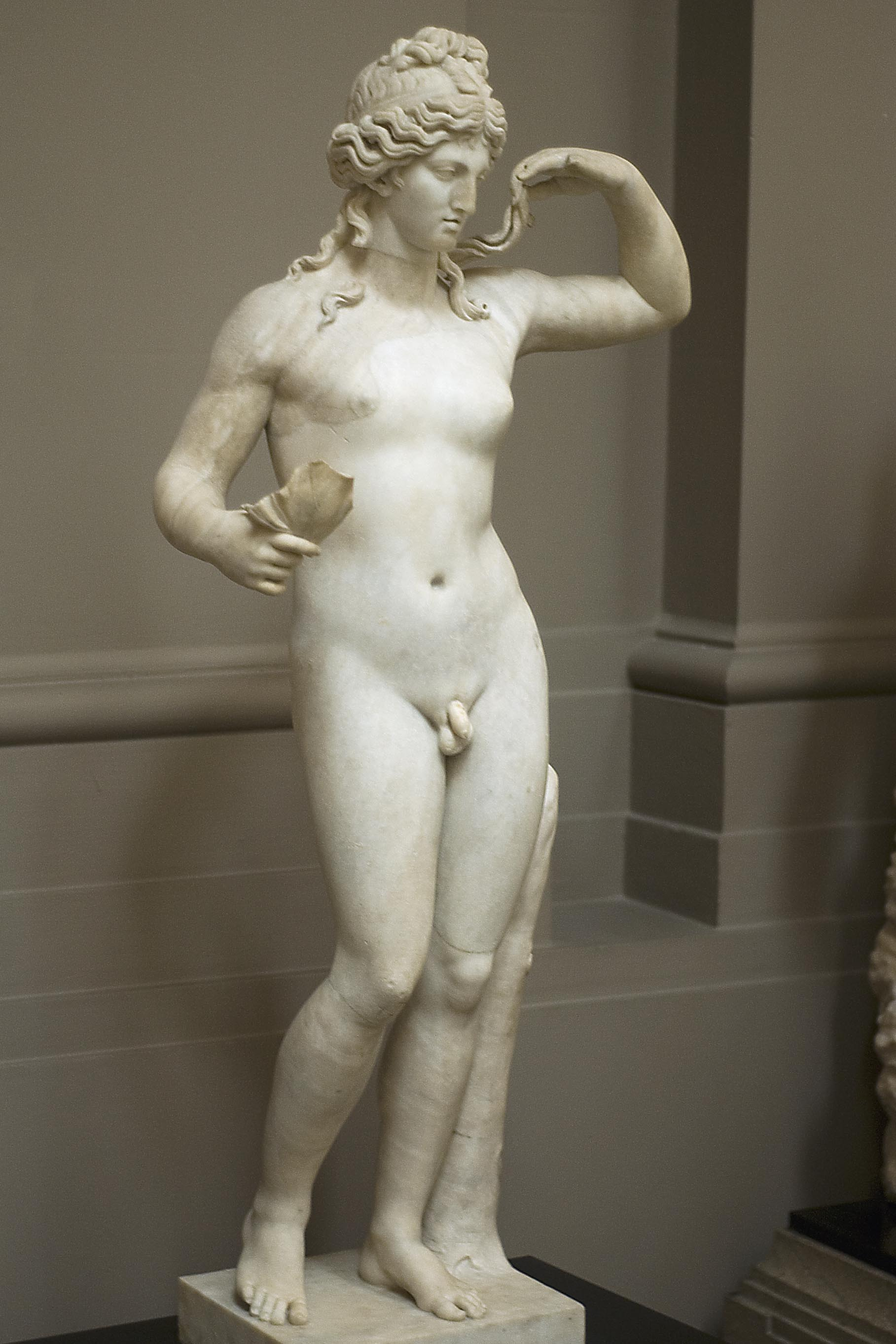
Hermafrodito Época helenística
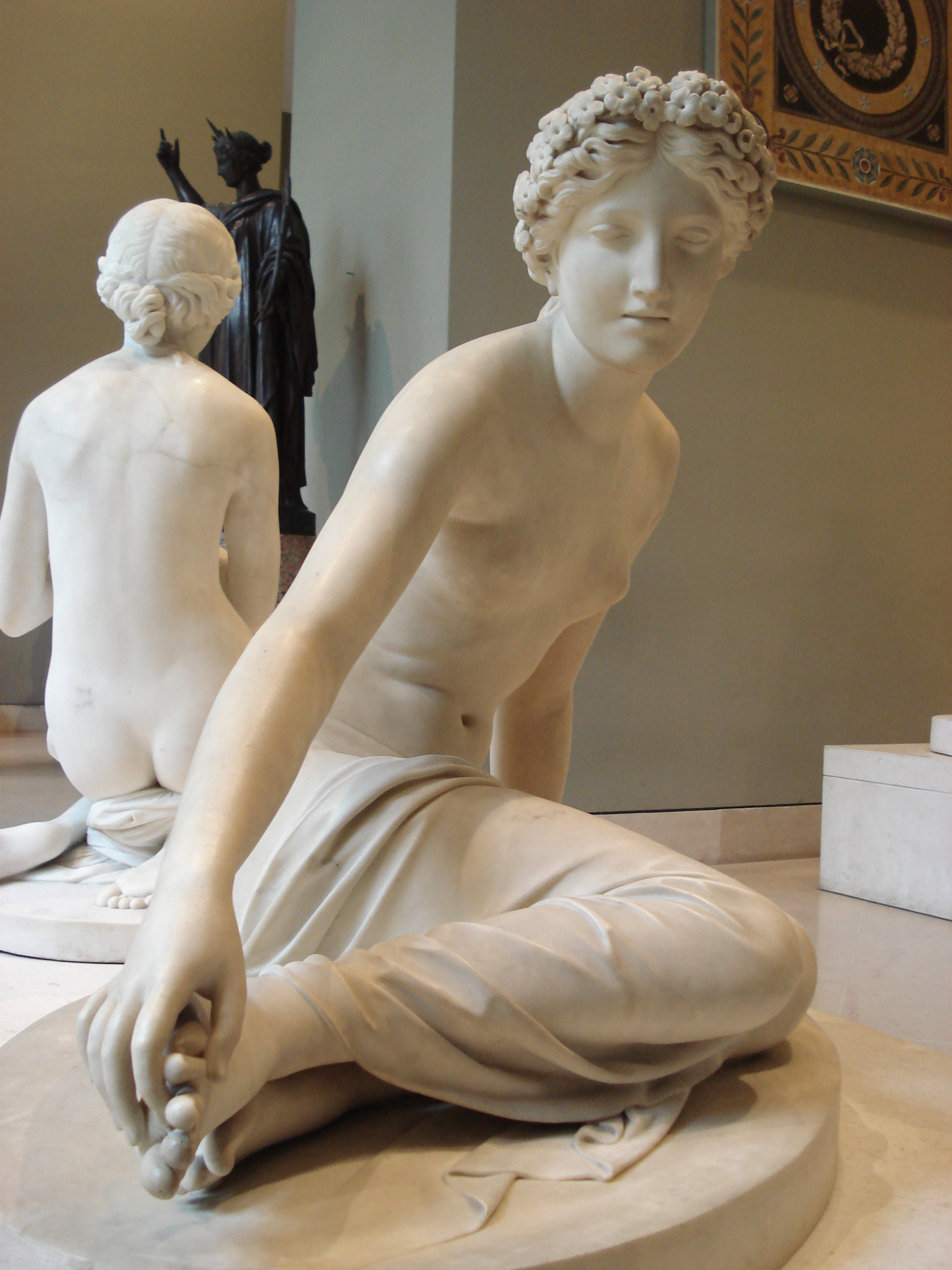
A ninfa Salmace, antes de fundir-se com Hermafrodito
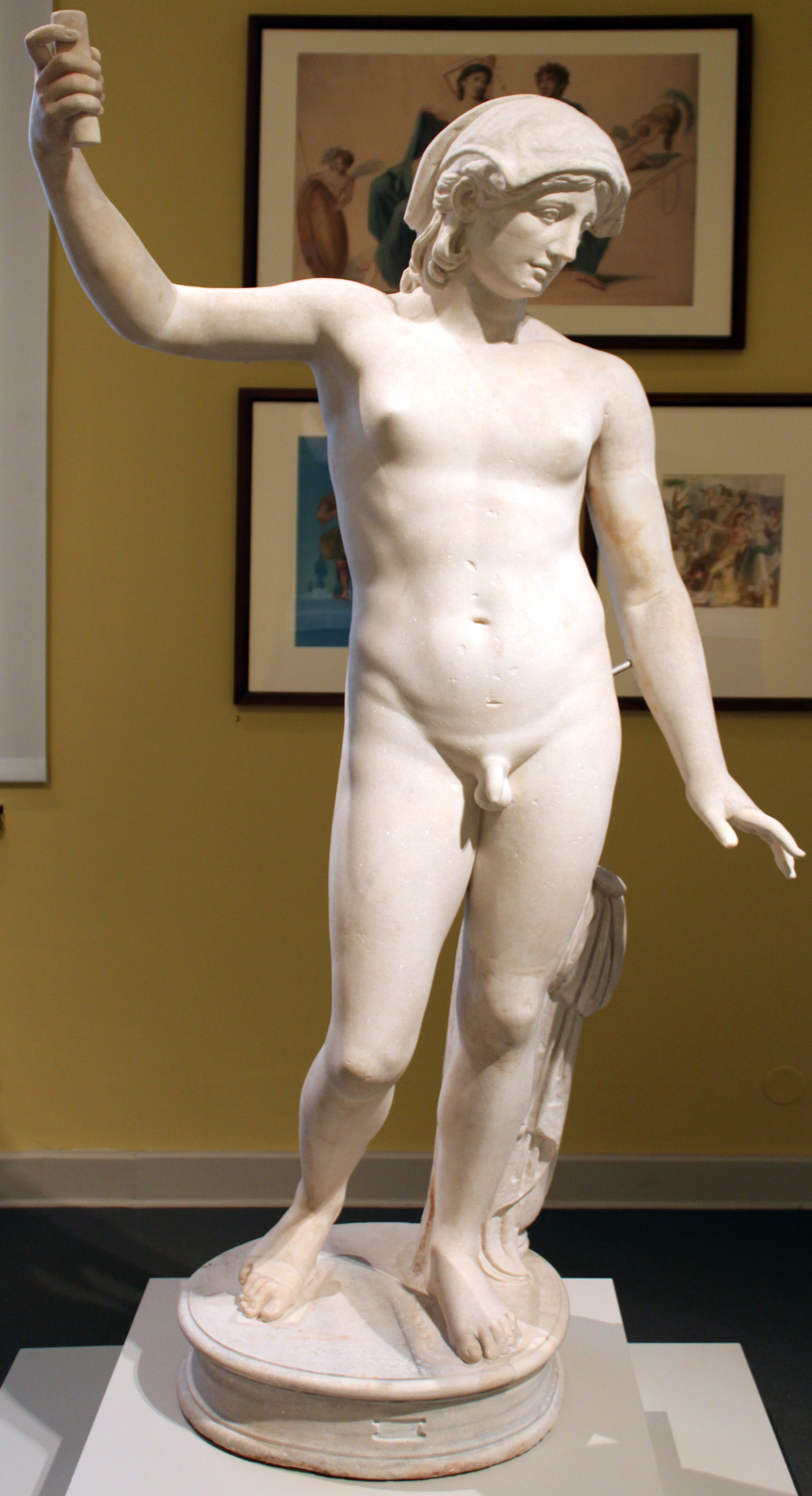
Hermafrodito 120-140 d.C.